# Letheobia akagerae
Letheobia akagerae — вид змій родини сліпунів (Typhlopidae). Описаний у 2018 році.

## Поширення
Ендемік Руанди. Виявлений у Національному парку Акагера біля берега озера Ігема приблизно на висоті 1290 м н.р.м. Мешкає у галерейному лісі та савані.

## Опис
Сліпун рожевого кольору. Тіло завдовжки 45 см, товщиною лише 3,5 мм.